# بوعشيرة
بو عشيرة هو حي في المنامة عاصمة البحرين.